# Großer Ostaufmarsch-Plan
(Großer) Ostaufmarsch-Plan war die Bezeichnung eines von Helmuth Moltke "dem Älteren" im 19. Jahrhundert entwickelten strategischen Kriegs-Aufmarschplans, der im Jahr 1913 zugunsten des wesentlich offensiveren Schlieffen-Planes definitiv aufgegeben wurde.
Dieser Plan sah vor, dass für den Fall eines russischen Einmarsches auf dem Balkan die deutschen Streitkräfte gleichmäßig auf die Ost- und die Westfront verteilt werden sollten; im Westen wäre ein rein defensives Verhalten befohlen worden, wobei von Frankreich eine Neutralitätserklärung gefordert worden wäre. Im Osten hätte man dann versucht, das Zarenreich militärisch zu besiegen.
Im April 1913 wurde der Ostaufmarsch-Plan vom Generalstab unter seinem Chef Helmuth Moltke "dem Jüngeren" zugunsten des auf Präventivkrieg ausgerichteten Schlieffen-Plans außer Kraft gesetzt, der als erstes und vor einer gegnerischen Operation einen Angriff auf Frankreich vorsah.
Am 1. August 1914, kurz vor Kriegsausbruch, versuchte Kaiser Wilhelm II., als Oberbefehlshaber der Streitkräfte der Hauptverantwortliche für eine deutsche Kriegführung, einen Zweifronten-Krieg zu umgehen und erhob für einige Stunden die Forderung an Generalstabschef Moltke, einen Ostaufmarsch zu improvisieren, was diesen, als Protagonisten des Schlieffen-Plans, an den Rand eines Nervenzusammenbruchs führte. Der Aufmarsch eines Millionenheeres, argumentierte er, lasse sich nicht improvisieren, man habe über ein Jahr lang nur noch am Schlieffen-Plan gearbeitet.
Es stellte sich allerdings schnell heraus, dass die Informationen, auf denen Wilhelms Entscheid basierte, auf einem Missverständnis des deutschen Gesandten in London beruhten. Er hatte gemeldet, London sei bereit, neutral zu bleiben, falls Deutschland im Gegenzug die französische Neutralität respektiere. Dies war aber eine Fehlinterpretation, was den Kaiser veranlasste, seine Order zurückzunehmen. Der offensivere Schlieffen-Plan gelangte in der Folge mit dem Angriff auf das neutrale Belgien und dann Frankreich wie vorgesehen zur Ausführung.